# Klausur (Kloster)

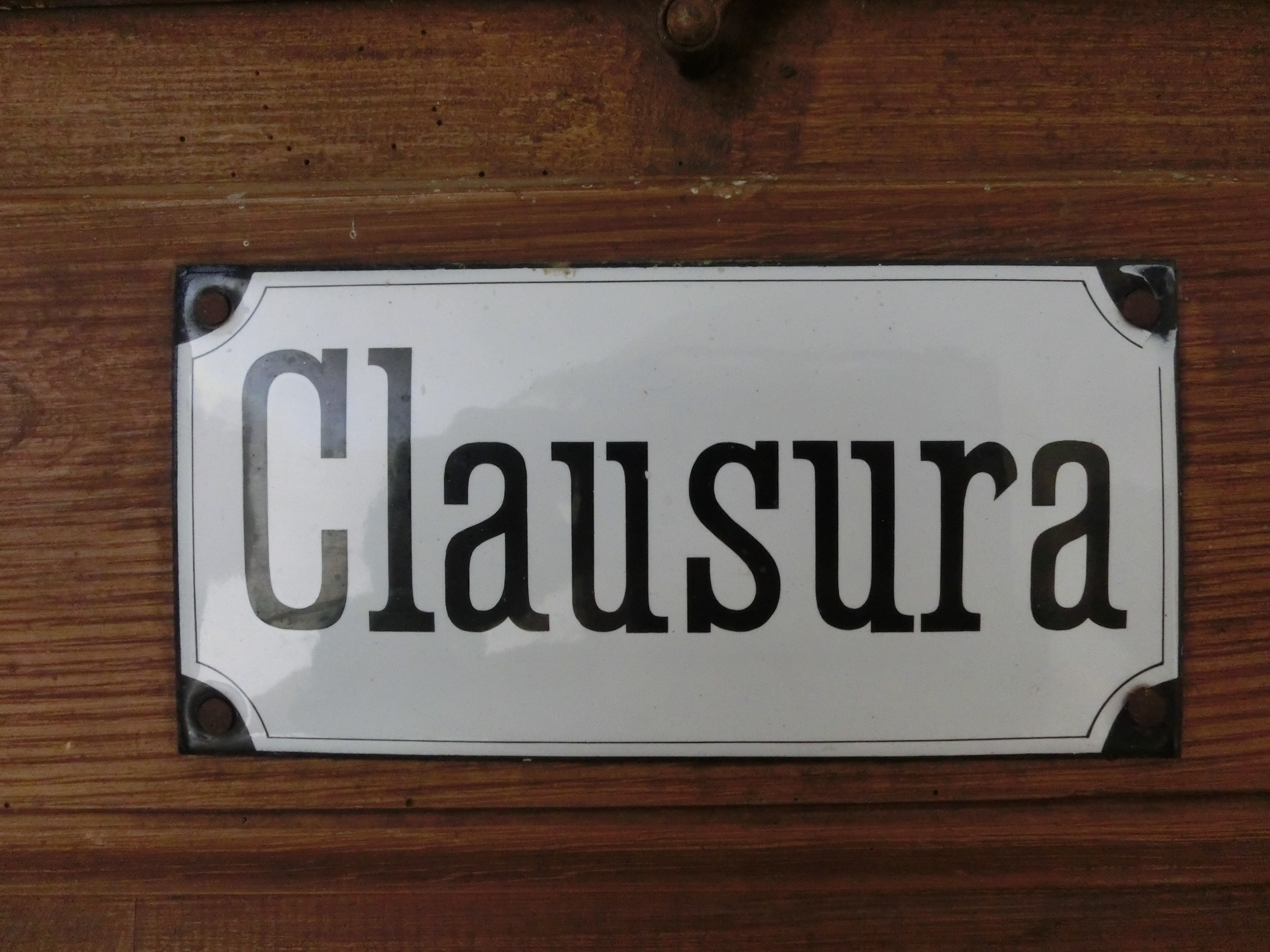
Schild im Kreuzgang des Klosters Habsthal

Klausur (von spätlateinisch clausura ‚Verschluss‘, claudere, ‚schließen‘) bezeichnet den abgegrenzten, den Ordensangehörigen vorbehaltenen Bereich, den das Ordensmitglied nur mit vorheriger Erlaubnis seines Oberen verlässt. Außenstehende dürfen diesen Bereich nur unter bestimmten Voraussetzungen zeitweilig betreten (etwa, wenn es sich um Ordensanwärter, Ärzte oder Handwerker handelt). Der Klausurbereich eines Klosters dient für die Mitglieder der Gemeinschaft als Ort der Zurückgezogenheit  und Loslösung von äußeren Einflüssen und symbolisiert den Ersatz für die Wüste als Lebensraum der frühen Eremiten.

## Formen der Klausur (römisch-katholische Kirche)
Die Klausur wurde in vier verschiedenen Formen und Arten festgeschrieben: Neben der Klausur, die allen Ordensinstituten gemein ist, gibt es drei in Bezug auf die Eigenarten der Gemeinschaften kontemplativen Lebens; sie werden päpstliche, konstitutionsgemäße und monastische Klausur genannt. Die sogenannte päpstliche Klausur schließt äußere Apostolatsaufgaben aus. Die konstitutionsgemäße Klausur wird durch die Vorschriften der eigenen Konstitutionen festgelegt; und die monastische Klausur, obschon sie gegenüber der allgemeinen Klausur den Charakter einer „strengere[n] Ordnung“ bewahrt, erlaubt es, mit der primären Aufgabe des Gottesdienstes weitreichendere Formen der Aufnahme und der Gastfreundschaft zu verbinden, jedoch stets gemäß den eigenen Konstitutionen. Die allgemeine Klausur ist die am wenigsten geschlossene von den vier Arten.

### Päpstliche Klausur

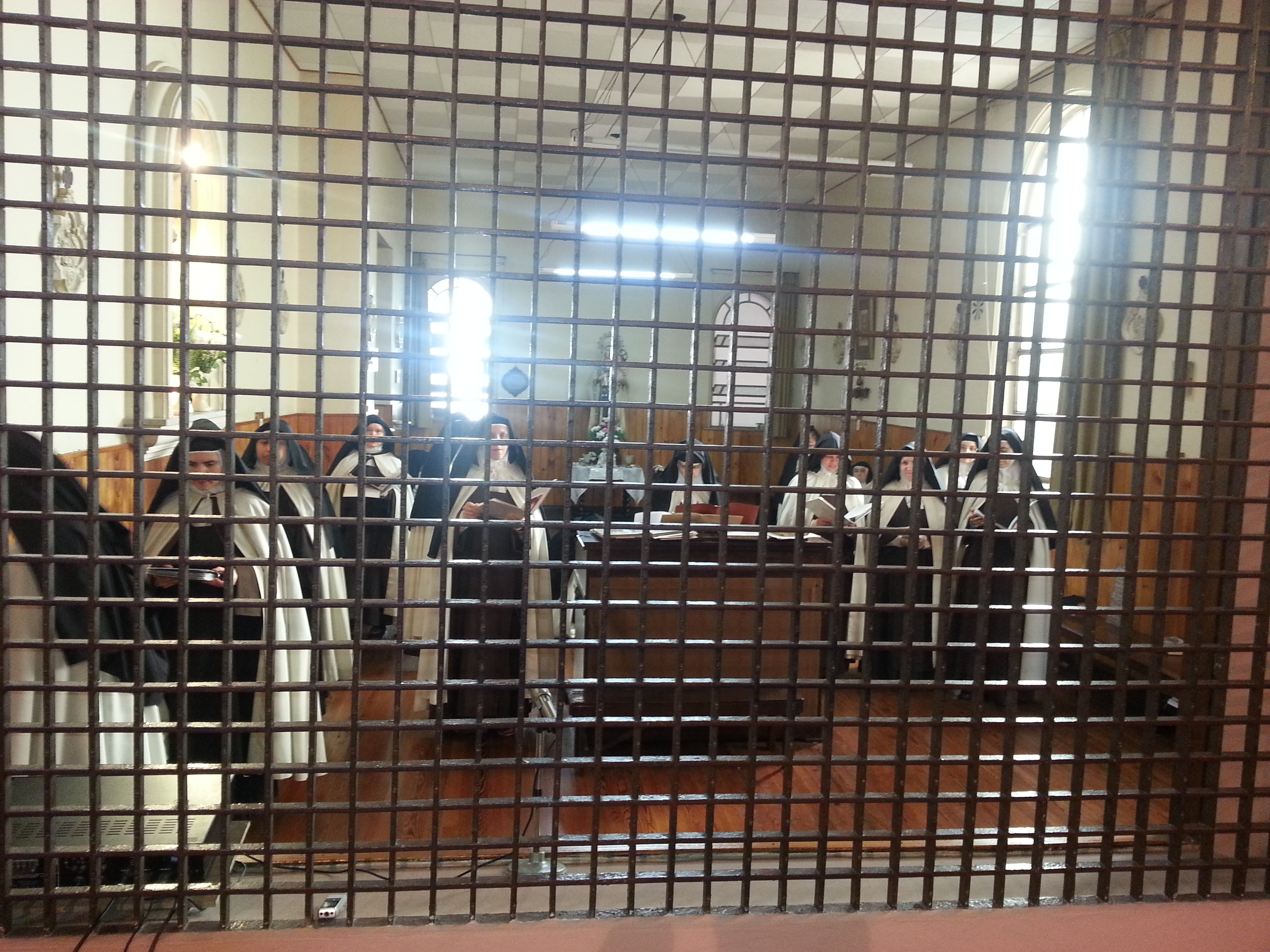
Konvent der Karmelitinnen von Santa Teresa de Jesús in Buenos Aires. Blick durch das Klausurgitter in den Nonnenchor

1566 erließ Papst Pius V. die apostolische Konstitution Circa pastoralis, die für Nonnen mit feierlichen Gelübden die sogenannte päpstliche Klausur vorschrieb. Gemäß der Instruktion der Kongregation für die Institute geweihten Lebens und für die Gesellschaften apostolischen Lebens über das kontemplative Leben und die Klausur der Nonnen Verbi sponsa von 1999 gilt die päpstliche Klausur heute nur noch für die Ordensfrauen kontemplativer Orden, etwa die Karmelitinnen oder die Klarissen.
Zur Klausur gehören Dormitorium, Zellen, Refektorium (Speiseraum), Kapitelsaal, Kreuzgänge, Chor, unter Umständen ein Teil des Sprechzimmers und zumindest große Teile des Geländes, auf dem das Kloster errichtet ist. Bei der Errichtung einer Gründung oder der Neubesiedlung eines Konvents wird die Klausur in einem liturgischen Akt, dem sich eine Prozession anschließt, geschlossen und gesegnet.

## Exklaustrierung
Exklaustrierung beziehungsweise Exklaustration bedeutet, dass ein Ordensmitglied nicht mehr innerhalb der Klausur lebt. Das Ordensmitglied ist in dieser Zeit vom Gemeinschaftsleben befreit und ist nicht an die Klausurbestimmungen gebunden. Die Exklaustrierung stellt keinen Ausschluss aus dem Orden dar. Oftmals erfolgt sie aus praktischen Gründen wegen einer Aufgabe außerhalb der Klausur, aus studienbedingten Gründen oder aus medizinischer Notwendigkeit.
Dem Austritt eines Ordensmitglieds mit feierlicher Profess geht manchmal ein längerer Zeitraum der Exklaustrierung voraus. Der- oder diejenige ist auch außerhalb der Klausur noch Ordensmitglied und an die Ordensgelübde gebunden.